# وكالة قانونية

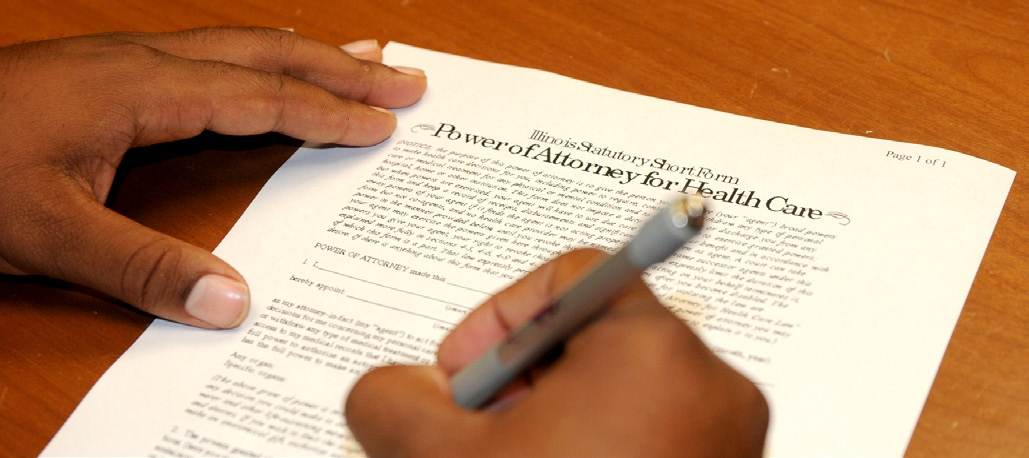

الوَكَالة قانوناً: عقد تفويض، أي: توكيل ونِيابَة، بمقتضاه يلتزم الوكيل بأن يقوم بعمل قانوني لحساب الموكل  كما عرفته المادة (699) من القانون المدني المصري، والمادة (665) من القانون المدني السوري، والمادة (699) من القانون المدني الليبي، والمادة (716) من القانون المدني القطري. أما القانون المدني العراقي فقد عرفها في مادته (927) بأنها: (عقد يقيم به شخص غيره مقام نفسه في تصرف جائز معلوم) وهو تعريف قريب من التعريف السابق. ان عقد الوكالة ـ من حيث الأصل والمبدأ ـ من العقود الجائزة غير الملزمة اذ يجوز للموكل عزل وكيله أو الوكيل يعتزل الوكالة حسب المادة (947) من القانون المدني العراقي.
أن الوكالات على عدة أنواع منها:
الوكالة العامة
الوكالة العامة: وهي الوكالة التي تخول الشخص الذي تمنح له حق التصرف بكافة الممتلكات الخاصة بالموكل. لذلك فأن منحها يجب أن يكون بشكل دقيق. وهذه الوكالة لا ينتهي مفعولها إلا بإلغاءها عن طريق الموكل بملء الاستمارة الخاصة بعزل الوكيل (انذار وعزل الوكيل) مرفق بها (ورقة تبليغ انذار). والوكالة العامة على نوعين:
1- توكيل أحد الأشخاص
2- توكيل إلى محامي.
الوكالة الخاصة
الوكالة الخاصة: وهي الوكالة التي تمنح للوكيل في مسألة أو عدة مسائل معينة أو التي تمنحه سلطة خاصة محدودة وهي لاتخوله حق التصرف إلا فيما بينته من المسائل أو الأعمال وتوابعها الضرورية حسبما يقتضيه نوع العمل أو العرف. لغرض إنجاز مهمة معينة أو إنجاز عمل معين وتنتهي بانتهاء موضوعها.
1. ↑  السوري، مجلس الشعب. "القانون المدني". مجلس الشعب السوري. مؤرشف من الأصل في 2019-02-26. اطلع عليه بتاريخ 2019-02-26.
2. ↑  "القانون المدني العراقي رقم 40 لسنة 1951". شركة المحامي سامي العوض و معاونوه. 4 يوليو 2010. مؤرشف من الأصل في 2019-02-26. اطلع عليه بتاريخ 2019-02-26.
3. ↑  العاني ،الدكتور، محمد رضا عبد الجبار (1 يناير 2007). الوكالة في الشريعة والقانون. Dar Al Kotob Al Ilmiyah دار الكتب العلمية. ISBN:9782745150776. مؤرشف من الأصل في 2020-01-25.
4. ↑  "الوكالات". موقع محاكم دبي. مؤرشف من الأصل في 2019-02-26. اطلع عليه بتاريخ 2019-02-26.